# Protrombina
La protrombina (o factor II) es una proteína del plasma sanguíneo, forma parte del proceso de coagulación mediante la reacción de ésta con la enzima "tromboplastina", una enzima ubicada en el interior de los trombocitos, liberada al romperse la frágil membrana celular de los trombocitos. En esta etapa también participa el catión Ca++ (calcio), actuando como factor coenzimático. 
Cuando la protrombina entra en contacto con la tromboplastina, reaccionan y producen un compuesto proteico llamado trombina, a su vez, ésta reacciona con el fibrinógeno, una proteína del plasma sanguíneo, dando como resultados enormes tiras de fibrina que van a cubrir el lugar de la hemorragia, y acto seguido van a crear una base sólida.
La protrombina es creada en el hígado al igual que la mayoría de los factores coagulantes, también se denomina factor II de la coagulación. Se ha descubierto que un porcentaje reducido de personas sufren una mutación al gen de la protrombina, siendo más propensos a una trombosis.